# Chodzież
Chodzież (udtale: [ˈxɔd͡ʑɛʂ]; tysk: Kolmar in Posen) er en by i den nordlige del af voivodskabet Storpolen i det vestlige centrale del af Polen. Byen har 19.830(2023) indbyggere og et areal på 12,77 km², og er administrationsby i powiatet Chodzież.

## Geografi
Chodzież ligger i den nordlige del af Storpolen (det vestlige Polen), i Chodzieskie-sølandet. De vigtigste egenskaber ved dette søområde er dets typiske postglaciale landskabsformer, fyrreskove og blandede skove og søer. Af denne grund er byens omgivelser kendt som "Chodzieżs Schweiz".
Fem kilometer vest for Chodzież, i udkanten af Chodzież-sølandene, ligger bakken Mt. Gontyniec der rejser sig 192 meter over havets som den højeste top i en kæde af morænebakker; samtidig er den den højeste bakke i det nordlige Polen. Dybe dale og højdedrag dækket af en 100 år gammel bøge skov giver meget varierede omgivelser.
Inden for de 13 km2 af by område er der tre søer: Miejskie, 1 km2 (bysøen), Karczewnik, (0,25 km2) og Strzeleckie, (0,18 km2), som udgør omkring 13 % af den samlede by areal.

## Historie
I den tidlige middelalder (400—700 e.Kr.) eksisterede en lille bebyggelse på den sydlige del af søen Miejskie. Chodzieżs begyndelse går tilbage i det mindste til det 15. århundrede. Første skriftlige omtale er fra 1403, men forskere mener dog, at byens rødder går tilbage til det 13. århundrede, hvor den allerede havde sin første kirke.
Den 3. marts 1434 udstedte kong Vladislav 2. Jagello et privilegium, der gav Chodzież Magdeburgrettigheder til Trojan af Łękno. I mange århundreder var det en privat by, beliggende i Kalisz voivodeskab (fra 1768 i Gniezno voivodeskab) i Storpolen i Kongeriget Polens krone.
I løbet af det 17. århundrede blev forskellige dele af Polen invaderet af Svenske tropper. Ankomsten af en gruppe tyske vævere fra Leszno, som havde lidt en brand, omkring 1656, påvirkede udviklingen af Chodzież. En ny by blev opført i midten af det 18. århundrede, ved siden af det gamle middelalderbydel, som indeholdt markedet, som hjemsted for vævere og klædemagere. I dag er denne del af byen (Kościuszki-gaden) præget af de karakteristiske gavlhuse beliggende på smalle, rektangulære grunde. Hver ejendom havde tidligere træskure bagtil til opbevaring af uld og klæde.
Som et resultat af Polens første deling i 1772 blev byen annekteret af Kongeriget Preussen og blev en del af det nyoprettede Netze-floddistrikt.
I 1805 importerede Chodzieżs vævere en vævemaskine fra Berlin. Kort efter besejrede Napoleon Preussen (1807) og ud af Freden i Tilsit blev denne del af Polen en del af Hertugdømmet Warszawa.
I 1815 besejrede Preussen og dets allierede Napoleon, og dette område blev igen preussisk som Storhertugdømmet Posen.